# فيليب ويت
فيليب ويت (بالألمانية: Philip Witte)‏ هو لاعب هوكي الحقل ألماني، ولد في 29 يوليو 1984 في هامبورغ في ألمانيا.

## وصلات خارجية
- فيليب ويت على موقع أوليمبيديا (الإنجليزية)